# 音楽缶
『音楽缶』（おんがくかん）は、1998年から放送されているテレビ神奈川（TVK、現tvk）の音楽番組。洋楽色の濃かった『Siesta』の後を受け始まった。邦楽の音楽PVを原則ノーカットでオンエアしていく番組。報道制作局音楽班の制作。
また、マンスリーの御題コーナーを内包した関連番組『音楽缶♯』（おんがくかんシャープ）も毎週木曜に放送されていたが、2013年9月25日分をもって放送が終了した。こちらはミューコム（現・tvkコミュニケーションズ）との共同制作。

## 放送枠の変遷
| 期間       | 期間       | 放送時間（日本時間）                                                | 放送時間（日本時間）                                                                              | 放送時間（日本時間）                                                               | 放送時間（日本時間）                                                  | 放送時間（日本時間）                                                | 放送時間（日本時間）                                                      | 放送時間（日本時間）                        |
| 期間       | 期間       | 月曜日                                                              | 火曜日                                                                                            | 水曜日                                                                             | 木曜日                                                                | 金曜日                                                              | 土曜日                                                                    | 日曜日                                      |
| ---------- | ---------- | ------------------------------------------------------------------- | ------------------------------------------------------------------------------------------------- | ---------------------------------------------------------------------------------- | --------------------------------------------------------------------- | ------------------------------------------------------------------- | ------------------------------------------------------------------------- | ------------------------------------------- |
| 1998年     | 2002年12月 | 12:05 - 12:30                                                       | 12:05 - 12:30                                                                                     | 12:05 - 12:30                                                                      | 12:05 - 12:30                                                         | 12:05 - 12:30                                                       | 12:05 - 12:30                                                             | ー                                          |
| 2003年     | 2009年3月  | 16:30 - 16:55                                                       | 9:00 - 9:25、16:30 - 16:55、26:20 - 26:45                                                         | 11:00 - 11:25、16:30 - 16:55                                                       | 9:00 - 9:25、16:30 - 16:55                                            | 9:00 - 9:25、16:30 - 16:55、26:20 - 26:45                           | 12:05 - 12:30                                                             | 17:30 - 17:55                               |
| 2009年4月  | ?          | 7:00 - 7:25、12:05 - 12:30（後者は2009年8月 - ）                    | 7:00 - 7:25、12:05 - 12:30（後者は2009年8月 - ）                                                  | 7:00 - 7:25、12:05 - 12:30（後者は2009年8月 - ）                                   | 7:00 - 7:25、12:05 - 12:30（後者は2009年8月 - ）                      | 7:00 - 7:25、12:05 - 12:30（後者は2009年8月 - ）                    | 12:05 - 12:30                                                             | ー                                          |
| 2011年4月  | 2012年3月  | 11:00 - 11:25、24:35 - 25:00                                        | 9:00 - 9:25、11:00 - 11:25、18:30 - 18:55（ナイター中継中止の場合）、24:35 - 25:00、25:45 - 26:10 | 11:00 - 11:25、18:30 - 18:55（ナイター中継中止の場合）、24:35 - 25:00              | 11:00 - 11:25、18:30 - 18:55（ナイター中継中止の場合）、24:35 - 25:00 | 18:30 - 18:55（ナイター中継中止の場合）                             | 26:35 - 27:00                                                             | 11:00 - 11:25                               |
| 2012年4月  | ?          | 18:30 - 18:55（ナイター中継中止の場合）、24:35 - 25:00              | 9:00 - 9:25、18:30 - 18:55（ナイター中継中止の場合）、24:35 - 25:00                               | 18:30 - 18:55（ナイター中継中止の場合）、24:35 - 25:00                             | 18:30 - 18:55（ナイター中継中止の場合）、24:35 - 25:00                | 18:30 - 18:55（ナイター中継中止の場合）                             | 8:30 - 8:55、16:30 - 16:55、27:05 - 27:30                                 | 16:30 - 16:55                               |
| 2012年秋   | ?          | 18:30 - 18:55（ナイター中継中止の場合）、24:35 - 25:00              | 9:00 - 9:25、18:30 - 18:55（ナイター中継中止の場合）、24:35 - 25:00                               | 18:30 - 18:55（ナイター中継中止の場合）、24:35 - 25:00                             | 18:30 - 18:55（ナイター中継中止の場合）                               | 18:30 - 18:55（ナイター中継中止の場合）                             | 16:30 - 16:55、27:05 - 27:30                                              | 16:30 - 16:55                               |
| 2013年春   | ?          | 18:30 - 18:55（ナイター中継中止の場合）、24:35 - 25:00              | 9:00 - 9:25（第三週休止）、18:30 - 18:55（ナイター中継中止の場合）、24:35 - 25:00                 | 18:30 - 18:55（ナイター中継中止の場合）、24:35 - 25:00                             | 18:30 - 18:55（ナイター中継中止の場合）                               | 18:30 - 18:55（ナイター中継中止の場合）                             | 16:30 - 16:55、27:05 - 27:30                                              | 16:30 - 16:55                               |
| 2013年夏   | ?          | 18:30 - 18:55（ナイター中継中止の場合）、24:35 - 25:00              | 9:00 - 9:25（第三週休止）、18:30 - 18:55（ナイター中継中止の場合）、24:35 - 25:00                 | 18:30 - 18:55（ナイター中継中止の場合）、24:35 - 25:00                             | 18:30 - 18:55（ナイター中継中止の場合）、26:35 - 27:00（隔週）        | 18:30 - 18:55（ナイター中継中止の場合）                             | 10:30 - 10:55、12:30 - 12:55、16:30 - 16:55、27:05 - 27:30                | 16:30 - 16:55                               |
| 2014年春   | ?          | 18:30 - 18:55（ナイター中継中止の場合）、24:35 - 25:00              | 9:00 - 9:25（第三週休止）、18:30 - 18:55（ナイター中継中止の場合）、24:35 - 25:00                 | 18:30 - 18:55（ナイター中継中止の場合）、24:35 - 25:00                             | 18:30 - 18:55（ナイター中継中止の場合）、26:35 - 27:00                | 18:30 - 18:55（ナイター中継中止の場合）                             | 10:30 - 10:55、12:30 - 12:55、16:30 - 16:55、18:30 - 18:55、27:05 - 27:30 | 16:30 - 16:55、26:05 - 26:30                |
| 2014年夏   | ?          | 6:30 - 6:55、18:30 - 18:55（ナイター中継中止の場合）、27:05 - 27:30 | 6:30 - 6:55、18:30 - 18:55（ナイター中継中止の場合）、27:05 - 27:30                               | 6:30 - 6:55、18:30 - 18:55（ナイター中継中止の場合）、21:00 - 21:25、27:05 - 27:30 | 6:30 - 6:55、18:30 - 18:55（ナイター中継中止の場合）、27:05 - 27:30   | 6:30 - 6:55、18:30 - 18:55（ナイター中継中止の場合）、27:05 - 27:30 | 12:30 - 12:55、16:30 - 16:55、27:05 - 27:30                               | 16:30 - 16:55、26:05 - 26:30                |
| 2015年春   | ?          | 6:30 - 6:55、18:30 - 18:55（ナイター中継中止の場合）、27:05 - 27:30 | 6:30 - 6:55、18:30 - 18:55（ナイター中継中止の場合）、27:05 - 27:30                               | 6:30 - 6:55、18:30 - 18:55（ナイター中継中止の場合）、21:00 - 21:25、27:05 - 27:30 | 6:30 - 6:55、18:30 - 18:55（ナイター中継中止の場合）                  | 6:30 - 6:55、18:30 - 18:55（ナイター中継中止の場合）                | 12:30 - 12:55、16:30 - 16:55、27:05 - 27:30                               | 16:30 - 16:55                               |
| 2015年夏   | ?          | 6:30 - 6:55、18:30 - 18:55（ナイター中継中止の場合）、27:05 - 27:30 | 6:30 - 6:55、18:30 - 18:55（ナイター中継中止の場合）、27:05 - 27:30                               | 6:30 - 6:55、18:30 - 18:55（ナイター中継中止の場合）、27:05 - 27:30                | 6:30 - 6:55、18:30 - 18:55（ナイター中継中止の場合）                  | 6:30 - 6:55、18:30 - 18:55（ナイター中継中止の場合）                | 12:30 - 12:55、16:30 - 16:55、27:05 - 27:30                               | 16:30 - 16:55、24:30 - 24:55                |
| 2015年秋   | ?          | 6:30 - 6:55、18:30 - 18:55（ナイター中継中止の場合）、27:05 - 27:30 | 6:30 - 6:55、18:30 - 18:55（ナイター中継中止の場合）、27:05 - 27:30                               | 6:30 - 6:55、18:30 - 18:55（ナイター中継中止の場合）、27:05 - 27:30                | 6:30 - 6:55、18:30 - 18:55（ナイター中継中止の場合）、27:05 - 27:30   | 6:30 - 6:55、18:30 - 18:55（ナイター中継中止の場合）                | 12:30 - 12:55、16:30 - 16:55、18:30 - 18:55、27:05 - 27:30                | 16:30 - 16:55、23:30 - 23:55                |
| 2016年1月  | 2017年3月  | 6:30 - 6:55、27:05 - 27:30                                          | 6:30 - 6:55、27:05 - 27:30                                                                        | 6:30 - 6:55、27:05 - 27:30                                                         | 6:30 - 6:55、18:30 - 18:55（ナイター中継中止の場合）、27:05 - 27:30   | 6:30 - 6:55、18:30 - 18:55（ナイター中継中止の場合）                | 12:30 - 12:55、16:30 - 16:55、18:30 - 18:55、27:05 - 27:30                | 16:30 - 16:55、23:30 - 23:55                |
| 2017年4月  | 2019年8月  | 6:30 - 6:55、8:00 - 8:25、27:00 - 27:25                             | 6:30 - 6:55、8:00 - 8:25、27:00 - 27:25                                                           | 6:30 - 6:55、8:00 - 8:25、27:00 - 27:25                                            | 6:30 - 6:55、8:00 - 8:25、27:00 - 27:25                               | 6:30 - 6:55、8:00 - 8:25、27:00 - 27:25                             | 6:30 - 6:55、16:30 - 16:55、その他                                        | 18:30 - 18:55、その他                       |
| 2019年9月  | 2020年6月  | 8:00 - 8:25、25:00 - 25:25                                          | 8:00 - 8:25、27:00 - 27:25                                                                        | 8:00 - 8:25、27:00 - 27:25                                                         | 8:00 - 8:25、26:30 - 26:55                                            | 24:00 - 24:25                                                       | 18:30 - 18:55                                                             | 18:30 - 18:55                               |
| 2020年7月  | 2021年3月  | 8:00 - 8:25、25:00 - 25:25                                          | 8:00 - 8:25                                                                                       | 8:00 - 8:25、24:00 - 24:25                                                         | 8:00 - 8:25                                                           | ー                                                                  | 18:00 - 18:25                                                             | 18:00 - 18:25、25:00 - 25:25                |
| 2021年4月  | 2021年10月 | 8:00 - 8:25                                                         | 8:00 - 8:25、26:30 - 26:55                                                                        | 8:00 - 8:25、24:30 - 24:55                                                         | 8:00 - 8:25、26:30 - 26:55                                            | ー                                                                  | 18:00 - 18:25                                                             | 18:00 - 18:25、25:00 - 25:25                |
| 2021年11月 | 2022年5月  | 8:00 - 8:25                                                         | 8:00 - 8:25、26:30 - 26:55                                                                        | 8:00 - 8:25                                                                        | 8:00 - 8:25、26:30 - 26:55                                            | 8:00 - 8:25、23:00 - 23:25                                          | 16:30 - 16:55、18:30 - 18:55                                              | 16:30 - 16:55、18:30 - 18:55、25:00 - 25:25 |
| 2022年6月  | 現在       | 8:00 - 8:25                                                         | 8:00 - 8:25、24:00 - 24:25                                                                        | 8:00 - 8:25                                                                        | 8:00 - 8:25                                                           | 8:00 - 8:25、23:00 - 23:25                                          | 18:30 - 18:55                                                             | 16:30 - 16:55、18:30 - 18:55                |

この他、プロ野球や高校野球等のスポーツ中継番組が、天候不良等で中止になった際（雨傘番組扱い）や、番組編成上の都合で同局で前番組の放送が終了した際の次番組へのつなぎで「tvk weather report」とセット（「weather report」枠が5分で当番組が25分のため。通販枠がつなぎで編成される事もある）でイレギュラー編成されることもある。
- 土曜に主にインディーズミュージシャンを取り上げる企画コーナーが組まれることがあり、「いきものがかり」を発掘した番組（「いきものがかりってご存じでない?」シリーズ）としても知られている。当時、saku sakuの「米子」（「カリフォルニア米」）が継続的に取材を行っており、そのため、今でもtvkには出演している。

## ネット局

### 現在
- BS11 - 不定期。月の初めに数回放送される傾向にある。
  - なおBS11の放送では、普段公表されていない放送回数(1放送パターン(OPテーマ＋4,5曲)の初めて放送された順)が、EPG番組表上の番組タイトルに付されて放送されている(『音楽缶 #○○○○』)。

### 過去
- 札幌テレビ（日本テレビ系列） - 月曜 25:44-26:09
- 北海道テレビ放送（テレビ朝日系列） - 不定期に放送。

## 音楽缶♯
- 放送開始は2008年4月。
  - この番組の目玉コーナーとして、アルファ のTSUBOIが、様々疑問を解決すべく時に無茶なチャレンジをしてゆく「アルファ坪井のそれってDoなの?」があった。tvkの三浦海岸でのイベント「マリンピック in 三浦」にゲスト出演する程であったが、「しばらくお休みします」というVTRとともに2008年9月に突如打ち切りになった。
  - チーフディレクターは、本編の「音楽缶」での実績を買われsaku sakuの「米子」（「カリフォルニア米」）が務めている。番組進行役として狐の面をかぶって登場している。アルファのTSUBOIからは「スーパーD」と呼ばれていた。大のジャニーズファンであることから、権利などの関係で本編の音楽缶では放映される機会の少ないジャニーズのアーティストのPVが流れることが多いのが特徴。

### 放送時間
- 木曜：24:15～24:45→24:45～25:15（2009年春より枠移動）

### ネット局
- 札幌テレビ（日本テレビ系列） - 月曜 24:59～25:24（音楽缶から変更）
- 中国放送（TBS系列） - 木曜 25:29～25:59

#### 過去のネット局
- テレビ愛媛（フジテレビ系列）